# Continuidad cinematográfica

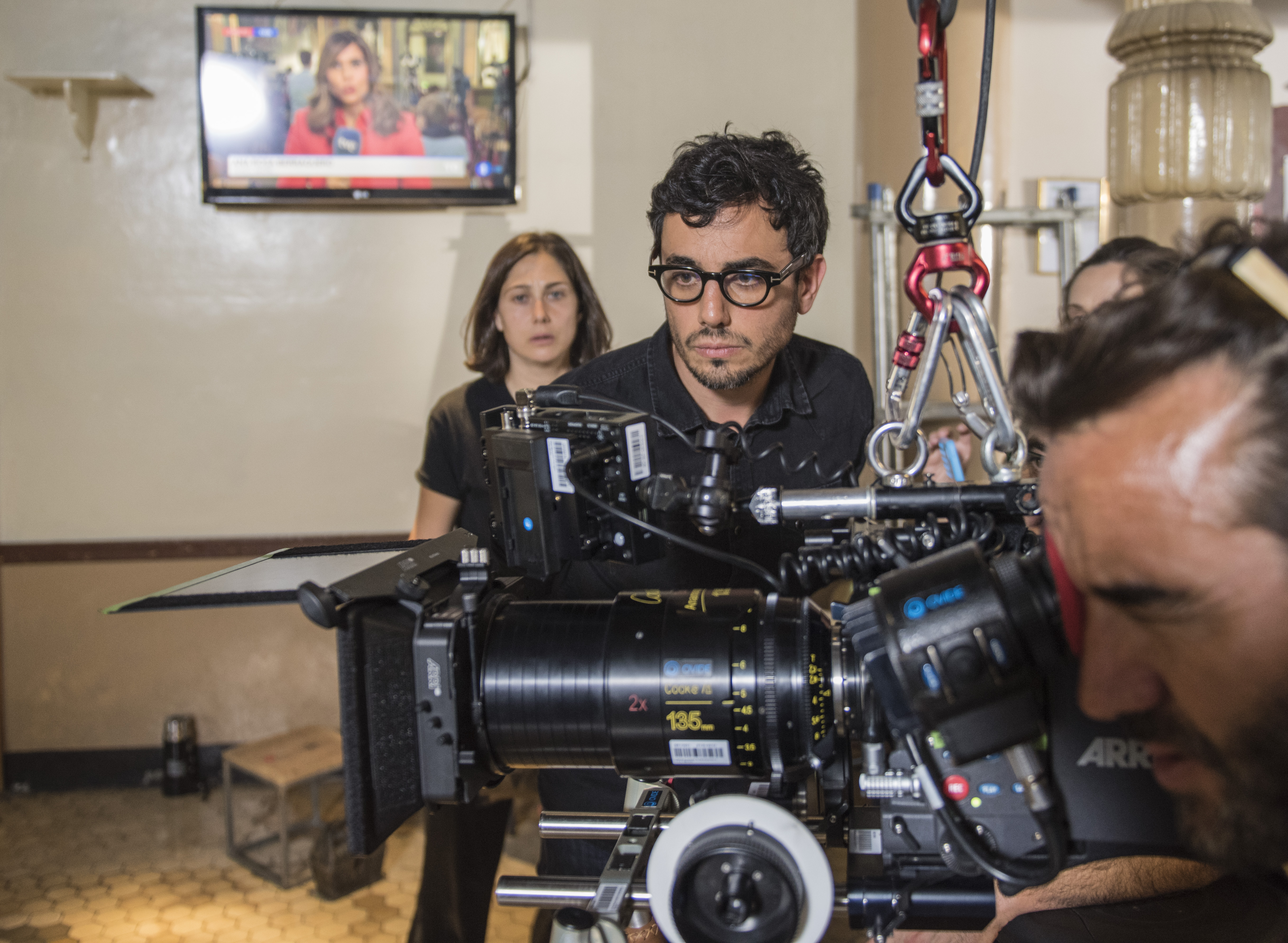
Nacho Ruipérez durante el rodaje de la película desentierro

La continuidad cinematográfica (también, raccord) hace referencia a la relación que existe entre los diferentes planos de una filmación, a fin de que no rompan en el receptor o espectador la ilusión de secuencia; el montaje debe derivar en una continuidad mental para el espectador que lo contempla. Cada plano ha de tener relación con el anterior y servir de base para el siguiente. La idea básica de la realización de cualquier film es la de unir y relacionar fragmentos de película buscando una continuidad espacio-temporal entre ellos. Durante los rodajes, hay una o varias personas encargadas de que se cumpla el raccord llamada script o en su versión castellanizada, continuista.

## Tipos de continuidad
- La continuidad de acción en el espacio: Se deben respetar las líneas virtuales, dirección de los personajes, gestos y miradas. Por ejemplo, un personaje que sale del encuadre por la izquierda para entrar en un nuevo encuadre que muestra un espacio vecino o consecutivo, deberá obligatoriamente entrar por la derecha, ya que si no el espectador tendrá la sensación de que ha cambiado de dirección.
- La continuidad de la mirada: El raccord de miradas tratará de que nuestro ojo se identifique con el de alguno de los personajes del filme, haciendo que nuestra mirada se implique en la acción. Un ejemplo concreto de un perfecto raccord visual podría ser el del filme The school teacher and the waif (D.W. Griffith, 1912), donde el abuelo de Nora le llama desde el interior de la vivienda, y ella contesta desde el exterior con la mirada vuelta hacia el lado izquierdo del encuadre, ubicando espacialmente al espectador.
- La continuidad en el vestuario, maquillaje y peluquería en el escenario: Ya que las películas no se registran siguiendo el guion secuencial, hay que asegurarse de que el vestuario de los personajes y su entorno no cambie sin razón así como en el maquillaje y la peluquería de los mismos.
- La continuidad de posición de los objetos y atrezzo: La ubicación de los objetos no puede cambiar de un plano a otro sin un motivo dentro de una misma escena. Podemos hablar del raccord de ambientación. Uno de los fallos más comunes de raccord es aquel en el que aparece en el plano un elemento que no presenta coherencia con la época o ambiente planteado. Así, es normal ver relojes en películas de romanos, aviones o furgonetas en películas ambientadas antes del siglo XX o marcas de ropa que no existen en el mundo ficticio de la película.[1]
- La continuidad en la iluminación: Que no haya cambios repentinos de tonalidad dentro de un mismo espacio y secuencia.
- La continuidad en el movimiento de la cámara: Un movimiento con una dirección y velocidad determinados se verá continuado en el siguiente plano con velocidad y direcciones equivalentes. Si, por ejemplo, un plano va de derecha a izquierda siguiendo a un personaje que va a entrar en algún sitio, cuando ya ha entrado y se muestra otro plano de ese personaje dentro del lugar, dicho plano también deberá ir de derecha a izquierda.
- La continuidad de interpretación: También es muy importante que los actores y actrices cuiden la continuidad, no solo espacial (la dirección a la que se dirigen, etc.) sino de su interpretación. Deben cuidar factores como el tono de voz y la expresividad, para que resulte natural en cada cambio de plano.
- La continuidad del sonido: La continuidad del sonido también tiene una importancia crítica. Si la acción sucede en el mismo lugar y en el mismo momento, el sonido debe ser fluido de un plano al otro; esa atmósfera debe tener continuidad. Por ejemplo, sería extraño que unos personajes cambiaran el idioma en el que se comunican verbalmente sin razón aparente.[2]

## Formas de evitar y solucionar los fallos deraccord
- El plano máster: Es conveniente grabar un plano en el que se capte toda la acción de una secuencia con el fin de usarlo para evitar planos o momentos determinados en los que falle el raccord.
- El etalonaje: Se trata del proceso digital en el que igualaremos el color del filme para darle continuidad en este ámbito. También nos sirve para solucionar problemas de raccord en la iluminación de alguna secuencia.
- El doblaje: Cuando nos encontremos ante un fallo de raccord de sonido en alguna secuencia, podríamos recurrir a sustituir todos los sonidos grabados en directo, o parte de ellos, por otros grabados en estudio tras el rodaje, como por ejemplo, conversaciones. De este modo eliminaríamos los sonidos que romperían el raccord y podríamos salvar alguna conversación entre varios personajes e incluso el sonido ambiente.
- El ayudante actoral: Es importante que una persona se encargue de controlar las emociones de los actores durante el rodaje de las escenas para evitar fallos de raccord en la interpretación.
- El story-board: Seguir los planos diseñados en el story-board nos puede evitar muchos fallos de raccord ya que veremos el plano en el papel antes de grabarlo.
- El script: Seguir las indicaciones del continuista durante en rodaje nos evitará tener que improvisar durante el montaje para arreglar fallos de raccord. La presencia de cuanta menos personas posibles en el set de rodaje, evitará la descolocación de objetos de forma involuntaria. Es muy importante que todo lo que se mueve durante la acción de un plano vuelva a su posición original si se va a grabar de nuevo.
- Las réplicas: Es importante tener a tu disposición réplicas exactas de los objetos que son susceptibles de romperse o de vestuario susceptible de mancharse durante la grabación de un plano para evitar que éste aparezca roto o manchado si se vuelve a grabar otra toma del mismo plano.

### En ruso
- Ракорд, en la Wikipedia en ruso.